# StB
Staatsveiligheid (Tsjechisch: Státní bezpečnost, Slowaaks: Štátna bezpečnosť) afgekort als StB / ŠtB ook vaak staatsveiligheidsautoriteiten genaamd, was de geheimepolitiedienst van de Tsjecho-Slowaakse Socialistische Republiek van 1945 tot haar ontbinding in 1990. De StB deed dienst als een inlichtingen en contra-inlichtingen dienst en hield zich bezig met elke activiteit die als verzet werd beschouwd tegen de Communistische Partij van Tsjecho-Slowakije.

## Geschiedenis
Vanaf de oprichting op 30 juni 1945 werd de StB bestuurd door de Communistische Partij van Tsjecho-Slowakije. De partij gebruikte de StB als een instrument van macht en onderdrukking. De StB bespioneerde en intimideerde politieke tegenstanders van de partij en smeedde valse bewijzen tegen hen, wat de opkomst van de communisten in 1948 vergemakkelijkte. Zelfs voor de Praagse Coup, waarmee de communistische partij de macht greep in het land, verkreeg de StB bekentenissen door middel van: marteling, het gebruik van psychoactieve drugs, chantage en ontvoering. Na de staatsgreep van 1948 ontwikkelde deze praktijken zich met behulp van Sovjetadviseurs. Andere veel voorkomende praktijken waren onder meer het afluisteren van telefoons, het permanent bewaken van appartementen, het onderscheppen van post, huisbezoeken, bewaking, arrestaties, en aanklachten voor zogenoemde "ondermijning van de republiek". Na de staatsgreep voerde de StB operatie Grenssteen (Tsjechisch: Kamen) uit, om zo burgers te vangen die probeerden het IJzeren Gordijn over te steken naar het Westen.
De StB was de belangrijkste supporter van de Rode Brigades een Italiaanse extreemlinkse militante organisatie. In samenwerking met de Palestijnse bevrijdingsorganisatie verzorgde de StB logistieke ondersteuning en training voor Rode Brigades in PLO-trainingskampen in Noord-Afrika en Syrië.
De StB is ontbonden op 1 februari 1990. De huidige inlichtingendienst van Tsjechië is de veiligheidsinformatiedienst. Voormalige werknemers en medewerkers zoals informanten mogen niet werken in autoriteitsfuncties zoals politicus of politieagent.

## Opmerkelijke personen
- Andrej Babiš werkte vermoedelijk samen met de StB voor 1989 en werd Tsjechisch premier na de presidentiële verkiezingen in 2017.[5]
- Amílcar Cabral werkte samen met de StB onder de codenaam "secretaris" en hielp hen aan inlichtingen.[6]